# Отличные полицейские (фильм, 1992)
«Отличные полицейские» (англ. Universal Cops) — документальный фильм режиссёра Джорджесa Чамчумa (Georges Chamchoum) со Стивеном Сигалом в главной роли.

## Сюжет
Этот фильм показывает работу и образ жизни сотрудников правоохранительных органов. Фильм помогает понять жизнь офицеров, которые слишком часто сталкиваются с отрицательными аспектами повседневной жизни. Аналог более позднего сериала-реалити-шоу Человек закона (Lawman).
Фильм снят в Лос-Анджелесе.

## В ролях
- Стивен Сигал — играет самого себя.

## Интересные факты
- Фильм спродюсирован ассоциацией, занимающейся продвижением французских фильмов в основном порнографического содержания.